# Guarapari (microregio)
Guarapari is een van de 13 microregio's van de Braziliaanse deelstaat Espírito Santo. Zij ligt in de mesoregio Central Espírito-Santense en grenst aan de Atlantische Oceaan in het oosten, de mesoregio Sul Espírito-Santense in het zuiden en westen en de microregio's Afonso Cláudio in het noordwesten en Vitória noordoosten. De microregio heeft een oppervlakte van ca. 2093 km². Midden 2004 werd het inwoneraantal geschat op 179.466.
Zes gemeenten behoren tot deze microregio:
- Alfredo Chaves
- Anchieta
- Guarapari
- Iconha
- Piúma
- Rio Novo do Sul

Mesoregio's: Central Espírito-Santense · Litoral Norte Espírito-Santense · Noroeste Espírito-Santense · Sul Espírito-Santense

Microregio's: Afonso Cláudio · Alegre · Barra de São Francisco · Cachoeiro de Itapemirim · Colatina · Guarapari · Itapemirim · Linhares · Montanha · Nova Venécia · Santa Teresa · São Mateus · Vitória